# Берёзовый Овраг
Берёзовый Овраг — река в России, протекает по Порецкому району Чувашской Республики. Устье реки находится в 11 км от устья Мени по левому берегу. Длина реки составляет 13 км.
Исток реки в 17 км юго-западнее села Порецкое. Река течёт на северо-восток по безлесой, ненаселённой местности. Впадает в Меню у села Анастасово.

## Данные водного реестра
По данным государственного водного реестра России относится к Верхневолжскому бассейновому округу, водохозяйственный участок реки — Сура от устья реки Алатырь и до устья, речной подбассейн реки — Сура. Речной бассейн реки — (Верхняя) Волга до Куйбышевского водохранилища (без бассейна Оки).
Код объекта в государственном водном реестре — 08010500412110000039104.